# Onze-Lieve-Vrouw-Boodschapskerk (Liedekerke)
De Onze-Lieve-Vrouw-Boodschapskerk is de parochiekerk van de tot de Vlaams-Brabantse plaats Liedekerke behorende buurtschap Muilem, gelegen aan de Ommegangstraat 53.
Deze kerk werd in 1973 gebouwd naar ontwerp van Marc Dessauvage en bezit, naast een kerkzaal, een vergaderlokaal, een dagkapel en een sacristie.

## Bron
- Omer Vandeputte (red.):Gids voor Vlaanderen, ISBN 9789020959635, Lannoo, 2007, p. 761.